# Municipio de Wayne (condado de Pickaway)
El municipio de Wayne (en inglés: Wayne Township) es un municipio ubicado en el condado de Pickaway en el estado estadounidense de Ohio. En el año 2010 tenía una población de 527 habitantes y una densidad poblacional de 7,51 personas por km².

## Geografía
El municipio de Wayne se encuentra ubicado en las coordenadas 39°33′55″N 83°1′54″O / 39.56528, -83.03167. Según la Oficina del Censo de los Estados Unidos, el municipio tiene una superficie total de 70.22 km², de la cual 69,55 km² corresponden a tierra firme y (0,94 %) 0,66 km² es agua.

## Demografía
Según el censo de 2010, había 527 personas residiendo en el municipio de Wayne. La densidad de población era de 7,51 hab./km². De los 527 habitantes, el municipio de Wayne estaba compuesto por el 98,1 % blancos, el 1,14 % eran afroamericanos, el 0,57 % eran amerindios y el 0,19 % eran de una mezcla de razas. Del total de la población el 0,19 % eran hispanos o latinos de cualquier raza.